# جاي شامبرلين
جاي شامبرلين (بالإنجليزية: Jay Chamberlain)‏ هو سائق فورمولا 1 ومهندس أمريكي، ولد في 29 ديسمبر 1925 في لوس أنجلوس في الولايات المتحدة، وتوفي في 1 أغسطس 2001 في توسان في الولايات المتحدة.